# Sutera neglecta
Sutera neglecta är en flenörtsväxtart som först beskrevs av Wood och Evans, och fick sitt nu gällande namn av William Philip Hiern. Sutera neglecta ingår i släktet snöflingor, och familjen flenörtsväxter. Inga underarter finns listade i Catalogue of Life.